# Maison au 2, Grand-Rue à Turckheim
La maison au 2, Grand-Rue est un monument historique situé à Turckheim, dans le département français du Haut-Rhin.

## Situation et accès
Ce bâtiment est situé au 2 Grand-Rue à Turckheim.

## Historique
Cette maison était, vers 1750, habitée par le forgeron-chroniqueur Hund. L'édifice fait l'objet d'une inscription au titre des monuments historiques depuis 1930.